# Elara (mjesec)
Elara (također Jupiter VII) je prirodni satelit planeta Jupiter, iz grupe Himalia. Eliptičnom (ekscentricitet 0,22) i nagnutom putanjom (inklinacija 26,63°) obilazi Jupiter s periodom od 259,64 dana, a za 0,5 dana okrene se oko svoje osi. Sferna je oblika, promjera 80 km, tamne površine (albedo 0,03). Otkrio ju je 1905. američki astronom Charles Dillon Perrine (1867–1951). Nazvana je po Elari (Ἐλάρα, Elára), koja je, u grčkoj mitologiji, majka Zeusova sina titana Titija.